# أحمد مبارك سالم
الدكتور أحمد مبارك سالم سعيد عبد الله (ولد في 1980 في المحرق، البحرين) روائي وقانوني وصحفي وكاتب عمود بحريني. يشغل حاليا منصب رئيس شؤون اللجان بإدارة شؤون مجلس الشورى بوزارة شؤون مجلسي الشورى والنواب.

## النشأة والتعليم
سالم من مواليد المحرق شمال شرق البحرين في العام 1980.
حاصل على الثانوية العامة من المعهد الديني بتقدير امتياز (الأول على الفرع الديني بمملكة البحرين) وتم تكريمه من قبل ولي العهد سلمان بن حمد آل خليفة في عيد العلم. حاصل على الإجازة العالية الليسانس من جامعة الأزهر في تخصص الشريعة والقانون بتقديـر جيد جدا. حاصل على الدبلوم العالي من معهد البحوث والدراسات العربية بالقاهرة في تخصص القانون بتقدير جيد جدا. حاصل على الماجستير من معهد البحوث والدراسات العربية بالقاهرة في تخصص القانون بتقدير امتياز. حاصل على درجة الدكتوراه في القانون الدستوري وحقوق الإنسان عن بحث بعنوان: «حقوق الإنسان في إطار النظام الدستوري لمملكة البحرين والعهود والاتفاقيات الدولية - دراسة مقارنة مع النظام الدستوري المصري والفقه الإسلامي» بكلية الحقوق بجامعة عين شمس.

## المسيرة المهنية
يعمل باحث قانوني بوزارة شئون مجلسي الشورى والنواب ومعد برامج في إذاعة البحرين ومحرر صحافي وكاتب مقالات في عدة صحف (أخبار الخليج، النبأ، البلاد) ودوريات محلية.
شارك خبيرا في مشروع «تحليل الخطاب الإسلامي تجاه قضايا المرأة» والذي تشرف عليه منظمة المرأة العربية وذلك بترشيح من المجلس الأعلى للمرأة.
في 6 ديسمبر 2021 أصدر سالم مع العديد من رجال الدين السنة بيان يجددون فيه رفضهم بشأن ترويج فاحشة الشذوذ الجنسي.

## الجوائز والتكريمات
- حاصل على المركز الأول ضمن وفد بحريني لأوّل مرة في تاريخ البحرين في مسابقة القرآن الكريم والحديث الشريف التي تقيمها الأمانة العامة لدول مجلس التعاون الخليجي ممثلين للبحرين على مستوى دول مجلس التعاون الخليجي في العام 2003-2004.
- حاصل على جائزة حميد بن راشد النعيمي لمرتين في مستوى الطلاب والباحثين.
- حاصل على جائزة اليوم العالمي للكتاب.
- أول بحريني يفوز بجائزة أفضل مقال صحافي وذلك في معرض الكتاب في العام 2005.
- أول بحريني يفوز بجائزة خليفة بن سلمان بن محمد وذلك في العام 2006-2007.
- أول بحريني يفوز بجائزة يوسف بن أحمد كانو وذلك في فرع الثقافة الإسلامية والتي تقام على مستوى الوطن العربي وهي عن العام 2006-2007.
- الفوز بالمركز الأول بجائزة سعاد الصباح عن بحث بعنوان: «دور الترجمة في تنمية الأدب العربي» في العام 2007-2008.
- الفوز بالمركز الرابع بجائزة (أمنا عائشة ملكة العفاف) في العام 2011.
- الفوز بجائزة الأمانة العامة لدول مجلس التعاون الخليجي عن فئة أحسن بحث بيئي للعام 2010-2011م.
- الفوز بجائزة المركز الثالث في المسابقة الدولية لأبحاث الوقف للعام 2011-2012.
- الفوز بجائزة أفضل إنتاج إعلامي عن المرأة ضمن نطاق الفضاء الإلكتروني التي تقيمها (منظمة المرأة العربية) بالقاهرة للعام 2012م.
- الفوز بالمركز الرابع في جائزة (درة وطن) التي يقيمها مركز الإمارات والدراسات الإستراتيجية بأبوظبي بالإمارات العربية المتحدة.
- الفوز بجائزة صناديق الزكاة على مستوى دول مجلس التعاون عن دراسة بعنوان: (صناعة الصورة الذهنية لدى صناديق الزكاة في دول مجلس التعاون) للعام 2015م.
- المركز الثالث مناصفة في جائزة الدراسات الأمنية ضمن الدورة الثالثة لجائزة الأمير نايف للأمن العربي لعام 2019 عن دراسته بعنوان «الهجرة غير المشروعة والاتجار بالأشخاص في العالم العربي (رؤية إستراتيجية لتعزيز التوازن بين المحور الحقوقي والإنساني والمحور الأمني والسيادي».[6]

## الحياة الشخصية
متزوج ولديه بنتين وولدين